# Gasolina
Singles de Daddy Yankee
Gata Gangster
(2003) Lo Que Pasó, Pasó
(2004)
Gasolina (signifie « essence » en espagnol), est une chanson interprétée par Daddy Yankee extrait de son troisième album studio, Barrio fino sorti en 2004. Ce titre écrit par Raymond Ayala et Eddie Ávila est sorti en tant que second single de l'album aux États-Unis fin 2004 et en avril 2005 en Europe. Le titre est produit par Luny Tunes ; la voix féminine qui chante « Dame más gasolina » (« donne-moi plus d'essence ») est celle de Glory. En France, c'est la version du canadien Papa A.P. qui se classa d'abord dans les ventes de singles, avant que la version officielle ne sortît dans le commerce. Cette chanson figure dans la bande originale du film La Revanche des losers.

Début août 2003, Daddy Yankee a tourné un clip vidéo pour la chanson dans la capitale de la République dominicaine, Saint-Domingue, sur un hippodrome.

## Classement
| Classement (2004-2005)         | Meilleure position |
| ------------------------------ | ------------------ |
| Allemagne (Media Control AG)   | 7                  |
| Australie (ARIA)               | 12                 |
| Autriche (Ö3 Austria Top 40)   | 9                  |
| Danemark (Tracklisten)         | 2                  |
| États-Unis (Hot 100)           | 32                 |
| États-Unis (Rap Songs)         | 10                 |
| États-Unis (Hot Latin Songs)   | 17                 |
| États-Unis (R&B/Hip-Hop Songs) | 37                 |
| Europe (Hot 100)               | 8                  |
| France (SNEP)                  | 12                 |
| Irlande (IRMA)                 | 5                  |
| Italie (FIMI)                  | 2                  |
| Norvège (VG-lista)             | 4                  |
| Pays-Bas (Single Top 100)      | 16                 |
| Royaume-Uni (UK Singles Chart) | 5                  |
| Tchéquie (IFPI Rádio)          | 44                 |
| Suède (Sverigetopplistan)      | 44                 |
| Suisse (Schweizer Hitparade)   | 5                  |
| Suède (Sverigetopplistan)      | 44                 |
| Suisse (Schweizer Hitparade)   | 5                  |